# Nanle
Der Kreis Nanle (南乐县,  Nánlè Xiàn) ist ein Kreis in der chinesischen Provinz Henan. Er gehört zum Verwaltungsgebiet der bezirksfreien Stadt Puyang. Er hat eine Fläche von 624 km² und zählt 458.900 Einwohner (Stand: Ende 2018).